# Barokmuziek
Barokmuziek is een vorm van westerse klassieke muziek gecomponeerd in de periode van de barok, die in de muziek loopt van ca. 1600 tot ca. 1750. De barok wordt globaal gemarkeerd door de laat-16e-eeuwse revolte tegen polyfonie, die aanleiding gaf tot de opkomst van de opera, en het sterfjaar van Johann Sebastian Bach.
Als stijl was het de opvolger van de renaissancemuziek. Geleidelijk aan maakte de stile antico, de universele polyfone stijl van de 16e eeuw met meestal gewijde muziek, plaats voor de stile moderno of nuove musiche, bedoeld voor seculier gebruik.
Jacob Burckhardt gebruikte in 1855 als eerste de term "barok" om een bepaalde stijlperiode in de kunst aan te duiden. Ruim een halve eeuw later werkte Alois Riegl de stijlkenmerken verder uit in zijn boek Die Entstehung der Barockkunst in Rom.
De barokmuziek kon in het bijzonder gedijen door de bloeiende muziekcultuur aan de diverse Europese vorstenhoven. Veel rijke hooggeplaatsten hadden musici/componisten in dienst en/of fungeerden als hun mecenas. Vooral hoogtijdagen en festiviteiten werden opgeluisterd door speciaal voor die gelegenheid in opdracht gecomponeerde werken. Ook ten behoeve van kerkelijke erediensten werden in het tijdperk van de barok nieuwe muziekvormen ontwikkeld.

## Kenmerken van barokmuziek
Kenmerken van barokmuziek zijn onder andere:
- Monodie op basis van basso continuo
- Affectenleer als leidraad voor de muzikale expressie
- Harmonisch contrapunt
- Opera's met thema's uit de Griekse en Romeinse mythologie
- Typisch instrumentale vormen, zoals het concerto grosso en de suite, bedoeld voor uitvoering in adellijke kringen
- Adellijke dansvormen, waaronder allemande, bourrée, gavotte, menuet en sarabande
- Magere, sobere bezetting
- Veel pracht, praal en versieringen in de muziek
- Polyfonie

## Muziekinstrumenten
- Altviool
- Arpa doppia
- Barokfluit
- Barokharp
- Barokhobo
- Baroktrompet
- Barokpauken
- Barytone
- Blokfluit
- Cello
- Clavichord
- Klavecimbel
- Luit
- Oboe d'amore
- Oboe da caccia
- Orgel
- Teorbe
- Triple harp
- Viola d'amore
- Viola da gamba
- Viola da spalla
- Viool

## Vormen van barokmuziek
Vormen van barokmuziek zijn onder andere:
- Aria
- Canon
- Cantate
- Concerto
- Concerto Grosso
- Dramma per musica
- Fug(hett)a
- Humoristische barokmuziek
- Koraalbewerking
- Madrigaal
- Mis
- Opera
- Oratorium
- Partita
- Passiemuziek
- Prelude
- Sinfonia
- Sonate
- Suite

## Componisten van barokmuziek

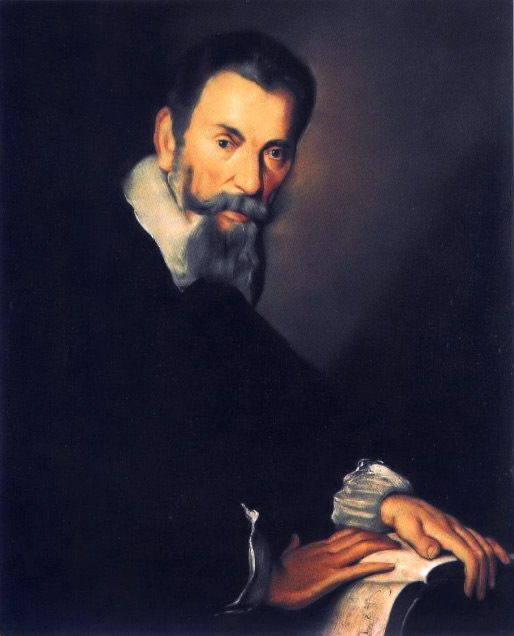
Claudio Monteverdi

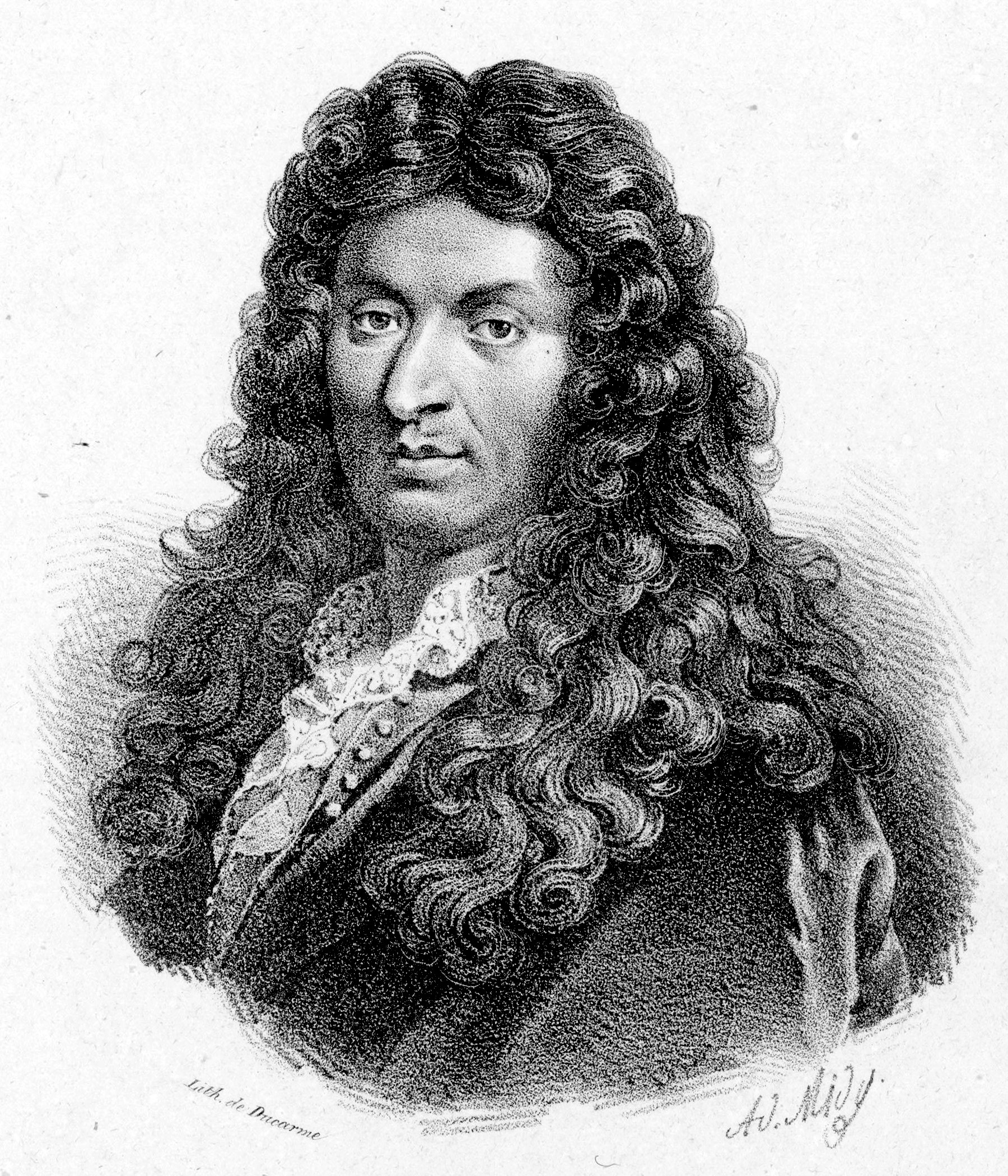
Jean-Baptiste Lully

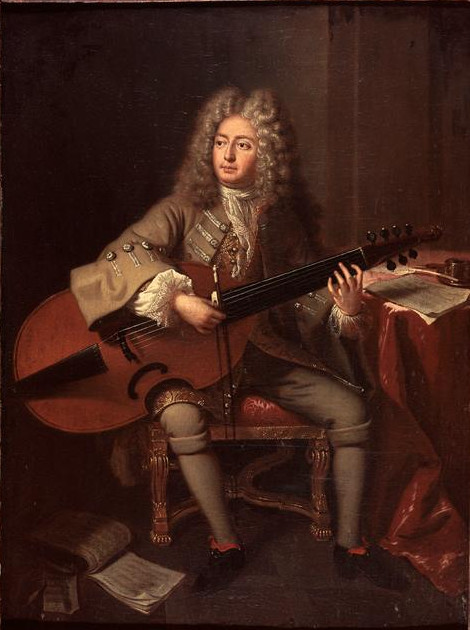
Marin Marais

| componist                             | geboren                    | overleden               |
| ------------------------------------- | -------------------------- | ----------------------- |
| Heinrich Albert                       | 1604                       | 1651                    |
| Henrico Albicastro                    | ca.1660                    | 1730                    |
| Tomaso Albinoni                       | 1671                       | 1750                    |
| Gregorio Allegri                      | 1582                       | 1652                    |
| Hendrik Anders                        | 1657                       | 1714                    |
| Francisco Correa de Arauxo            | na 1584                    | 1654                    |
| Andreas Armsdorff                     | 1670                       | 1699                    |
| Thomas Arne                           | 1710                       | 1778                    |
| Floriano Maria Arresti                | 1667                       | 1717                    |
| Giulio Cesare Arresti                 | 1619                       | 1701                    |
| Johann Bernhard Bach                  | 1676                       | 1749                    |
| Johann Christoph Bach                 | 1642                       | 1703                    |
| Johann Sebastian Bach                 | 1685                       | 1750                    |
| Wilhelm Friedemann Bach               | 1710                       | 1784                    |
| Pietro Baldassare                     | 1683                       | 1768                    |
| Joan Albert Ban                       | ca.1597                    | 1644                    |
| Adriano Banchieri                     | 1567                       | 1634                    |
| Juan Cabanilles Barberá               | ca.1644                    | 1712                    |
| Johann Beer                           | 1655                       | 1700                    |
| Jan Jiří Benda                        | 1686                       | 1757                    |
| Nicolas Bernier                       | 1665                       | 1734                    |
| Heinrich Ignaz Franz Biber (von)      | 1644                       | 1704                    |
| Antonio Biffi                         | 1666                       | 1733 of 1736            |
| Antonio Bioni                         | 1698                       | 1739                    |
| Esprit-Joseph Blanchard               | 1696                       | 1770                    |
| Quirinus van Blankenburg              | 1654                       | 1739                    |
| Michel Blavet                         | 1700                       | 1768                    |
| John Blow                             | 1648                       | 1708                    |
| Georg Böhm                            | 1661                       | 1733                    |
| Joseph Bodin de Boismortier           | 1689                       | 1755                    |
| Giovanni Bononcini                    | 1670                       | 1747                    |
| Francesco Antonio Bonporti            | 1672                       | 1749                    |
| Guilielmus Borremans                  | ?                          | ?                       |
| Josse Boutmy                          | 1697                       | 1779                    |
| Jacques Boyvin                        | 1653                       | 1706                    |
| Jan Josef Ignác Brentner              | 1689                       | 1742                    |
| Giuseppe Antonio Brescianello         | 1690                       | 1758                    |
| Estêvão de Brito                      | ca.1575                    | 1641                    |
| Šimon Brixi                           | 1693                       | 1735                    |
| Nicolaus Bruhns                       | 1665                       | 1697                    |
| Pierre-Gabriel Buffardin              | 1690                       | 1768                    |
| John Bull                             | ca.1562                    | 1628                    |
| Benedictus Buns                       | 1642                       | 1716                    |
| Jean-Baptiste Buterne                 | ca.1650                    | 1727                    |
| Johann Heinrich Buttstedt             | 1666                       | 1727                    |
| Dietrich Buxtehude                    | 1637                       | 1707                    |
| Francesca Caccini                     | 1587                       | ca.1640                 |
| Giulio Caccini                        | 1551                       | 1618                    |
| Antonio Caldara                       | 1670                       | 1736                    |
| André Campra                          | 1660                       | 1744                    |
| Manuel Cardoso                        | 1566                       | 1650                    |
| Giacomo Carissimi                     | 1605                       | 1674                    |
| Godefridus Carmelitus                 | ?                          | ?                       |
| Jean-Joseph Cassanéa de Mondonville   | 1711                       | 1772                    |
| Pier Francesco Cavalli                | 1602                       | 1676                    |
| Maurizio Cazzati                      | 1616                       | 1678                    |
| Carlo Cecere                          | 1706                       | 1761)                   |
| Bohuslav Matěj Černohorský            | 1684                       | 1742                    |
| Marc-Antoine Charpentier              | 1634                       | 1704                    |
| Fortunato Chelleri                    | 1690                       | 1757                    |
| Pietro Chiarini                       | ca.1717                    | 1765                    |
| Jeremiah Clarke                       | ca.1660                    | 1707                    |
| Louis Nicolas Clérambault             | 1676                       | 1749                    |
| Pascal Colasse                        | ca.1649                    | 1709                    |
| Lelio Colista                         | 1629                       | 1680                    |
| John Coprario                         | ca.1575                    | 1626                    |
| Francesco Corbetta                    | ca.1615                    | 1681                    |
| Arcangelo Corelli                     | 1653                       | 1713                    |
| Peeter Cornet                         | ca.1575                    | 1633                    |
| Francisco Correa de Arauxo            | ca.1575                    | na 1633                 |
| François Couperin                     | 1668                       | 1733                    |
| Louis Couperin                        | ca.1626                    | 1661                    |
| Johann Crüger                         | 1598                       | 1662                    |
| Evaristo Felice dall'Abaco            | 1675                       | 1742                    |
| Jean-François Dandrieu                | 1682                       | 1738                    |
| Jean Henri d'Anglebert                | 1628                       | 1691                    |
| Louis-Claude Daquin                   | 1694                       | 1772                    |
| Elisabeth Claude Jacquet de la Guerre | ca.1665                    | 1729                    |
| Michel-Richard Delalande              | 1657                       | 1726                    |
| Michel-Richard de Lalande             | 1657                       | 1726                    |
| Henry Desmarest                       | 1661 of 1662               | 1741                    |
| Charles Dieupart                      | ca.1670 (na 1667)          | ca.1740                 |
| Nikolaj Diletski                      | ca.1630                    | ca.1680                 |
| Louis-Antoine Dornel                  | ca.1685                    | 1765                    |
| Leonora Duarte                        | ca.1610                    | 1678                    |
| Josef Leopold Václav Dukát            | 1684                       | 1717                    |
| Francesco Durante                     | 1684                       | 1755)                   |
| Johann Ernst Eberlin                  | 1702                       | 1762                    |
| Jacob van Eyck                        | 1590                       | 1657                    |
| Giovanni Battista Fasolo              | ca.1600                    | 1664                    |
| Gaspar Fernandes                      | ca.1570                    | ca.1629                 |
| Giovanni Battista Ferrandini          | 1710                       | 1791                    |
| Willem de Fesch                       | 1687                       | 1757                    |
| Johann Kaspar Ferdinand Fischer       | 1665                       | 1746                    |
| Melchior Franck                       | 1579                       | 1639                    |
| Girolamo Frescobaldi                  | 1583                       | 1643                    |
| Johann Jakob Froberger                | 1616                       | 1667                    |
| Johann Joseph Fux                     | 1660                       | 1741                    |
| Domenico Gabrielli                    | 1651 of 1659               | 1690                    |
| Michelagnolo Galilei                  | 1575                       | 1631                    |
| Vincenzo Galilei                      | 1520                       | 1591                    |
| Charles Gauzargues                    | 1725                       | 1799                    |
| Francesco Geminiani                   | 1687                       | 1762                    |
| Charles-Hubert Gervais                | 1671                       | 1744                    |
| Geminiano Giacomelli                  | 1692                       | 1740                    |
| Giovanni Antonio Giannettini          | 1648                       | 1721                    |
| Orlando Gibbons                       | 1583                       | 1625                    |
| Jean Gilles                           | 1668                       | 1705                    |
| Giovanni Giorgi                       | eind 17e of begin 18e eeuw | 1762                    |
| Johann Gottlieb Goldberg              | 1727                       | 1756                    |
| Hendrik Goudsteen                     | 1618                       | ?                       |
| Nicolas Goupillet                     | ca.1650                    | 1713                    |
| Carl Heinrich Graun                   | 1704                       | 1759                    |
| Johann Gottlieb Graun                 | 1703                       | 1771                    |
| Christoph Graupner                    | 1683                       | 1760                    |
| Maurice Greene                        | 1696                       | 1755                    |
| Nicolas de Grigny                     | 1672                       | 1703                    |
| Philip Hacquart                       | 1645                       | 1691                    |
| Carel Hacquart                        | ca.1640                    | ca.1701                 |
| Georg Friedrich Händel                | 1685                       | 1759                    |
| Johann Nicolaus Hanff                 | 1665                       | 1711                    |
| Johann Adolf Hasse                    | 1699                       | 1783                    |
| Johann David Heinichen                | 1683                       | 1729                    |
| Pieter Hellendaal                     | 1721                       | 1799                    |
| Cornelis Helmbreecker                 | 1590                       | 1654                    |
| Joachim van den Hove                  | 1590                       | 1654                    |
| John Jenkins                          | 1592                       | 1678                    |
| Johan IV van Portugal                 | 1604                       | 1656                    |
| Reinhard Keiser                       | 1674                       | 1739                    |
| Johann Peter Kellner                  | 1705                       | 1772                    |
| Joannes Florentius a Kempis           | 1635                       | na 1711                 |
| Nicolaes a Kempis                     | ca.1600                    | 1676                    |
| Abraham van den Kerckhoven            | 1619                       | 1701                    |
| Johann Caspar Kerll                   | 1627                       | 1693                    |
| Caspar Kittel                         | 1603                       | 1639                    |
| Johann Ludwig Krebs                   | 1713                       | 1780                    |
| Johann Tobias Krebs                   | 1690                       | 1762                    |
| Johann Krieger                        | 1651                       | 1735                    |
| Johann Kuhnau                         | 1660                       | 1722                    |
| Stefano Landi                         | ca.1590                    | 1639                    |
| William Lawes                         | 1602                       | 1645                    |
| Nicolas Ferdinand Le Grand            | ca.1660                    | 1710                    |
| Nicolas Antoine le Bègue              | 1630                       | 1702                    |
| Jean-Marie Leclair                    | 1697                       | 1764                    |
| Richard Leveridge                     | 1670                       | 1758                    |
| Georg Dietrich Leyding                | 1664                       | 1710                    |
| Henricus Liberti                      | ca.1610                    | 1669                    |
| Pietro Locatelli                      | 1693                       | 1764                    |
| Matthew Locke                         | 1621/1622                  | 1677                    |
| Jean-Baptiste Loeillet van Gent       | 1688                       | 1720                    |
| Jean-Baptiste Loeillet van Londen     | 1680                       | 1730                    |
| Nicola Logroscino                     | 1698                       | 1765                    |
| Antonio Lotti                         | 1667-                      | 1740                    |
| Vincent Lübeck                        | 1654                       | 1740                    |
| Jean-Baptiste Lully                   | 1632                       | 1687                    |
| Felipe de Magelhães                   | ca.1571                    | 1652                    |
| Antoine Mahaut                        | ca.1719                    | ca.1785                 |
| Marin Marais                          | 1656                       | 1728                    |
| Alessandro Marcello                   | 1669                       | 1747                    |
| Benedetto Marcello                    | 1686                       | 1739                    |
| Louis Marchand                        | 1669                       | 1732                    |
| Biagio Marini                         | 1594                       | 1663                    |
| Michele Mascitti                      | 1663                       | 1760                    |
| Johann Mattheson                      | 1681                       | 1764                    |
| Ascanio Mayone                        | ca.1570                    | 1627                    |
| Giovanni Battista Mazzaferrata        | ?                          | 1691                    |
| Tarquinio Merula                      | ca.1594                    | 1665                    |
| Guilielmus Messaus                    | 1589                       | 1640                    |
| Adam Michna z Otradovic               | 1600                       | 1676                    |
| Pietro Maria Minelli                  | 1637                       | 1711                    |
| Guillaume Minoret                     | 1650                       | 1720                    |
| Johann Melchior Molter                | 1696                       | 1765                    |
| Natale Monferrato                     | 1603                       | 1685                    |
| Michel Pignolet de Montéclair         | 1667                       | 1737                    |
| Claudio Monteverdi                    | 1567                       | 1643                    |
| Estêvão Lopes Morago                  | ca.1575                    | na 1630                 |
| Georg Muffat                          | 1653                       | 1704                    |
| Gottlieb Muffat                       | 1690                       | 1770                    |
| Guillaume-Gabriel Nivers              | 1632                       | 1714                    |
| Anthonie van Noordt                   | ca.1619                    | 1675                    |
| Turlough O'Carolan                    | 1670                       | 1738                    |
| Johann Pachelbel                      | 1653                       | 1706                    |
| William Hieronymus Pachelbel          | 1685                       | 1764                    |
| Cornelis Padbrué                      | ca.1592                    | 1670                    |
| David Janszoon Padbrué                | ca.1553                    | 1635                    |
| Carlo Pallavicini                     | ca.1630                    | 1688                    |
| Anthony Pannekoeck                    | ca.1615                    | 1679                    |
| Gian Domenico Partenio                | 1650                       | 1701                    |
| Bernardo Pasquini                     | 1637                       | 1710                    |
| Carlos Patiño                         | 1600                       | 1675                    |
| Giovanni Battista Pergolesi           | 1710                       | 1736                    |
| Jacopo Peri                           | 1561                       | 1633                    |
| Giovanni Battista Pescetti            | ca.1704                    | ca.1766                 |
| David Petersen                        | ca.1651                    | na 1709, misschien 1737 |
| Christian Petzold                     | 1677                       | 1733                    |
| Anne Danican Philidor                 | 1681                       | 1728                    |
| Peter Philips                         | ca.1560                    | 1628                    |
| Giovanni Antonio Piani                | 1678                       | 1760                    |
| Johann Georg Pisendel                 | 1687                       | 1755                    |
| Carlo Francesco Pollarolo             | 1653                       | 1723                    |
| Nicola Porpora                        | 1686                       | 1768                    |
| Michael Praetorius                    | ca.1571                    | 1621                    |
| Francesco Provenzale                  | ca.1624                    | 1704                    |
| Henry Purcell                         | 1659                       | 1695                    |
| Johann Joachim Quantz                 | 1697                       | 1773                    |
| André Raison                          | ca.1640                    | 1719                    |
| Jean-Philippe Rameau                  | 1683                       | 1764                    |
| Thomas Ravenscroft                    | 1582 of 1583               | ca.1635                 |
| Jean-Féry Rebel                       | 1666                       | 1747                    |
| Johann Adam Reincken                  | ca.1643                    | 1722                    |
| Jan Rijspoort                         | ?                          | ?                       |
| Pedro Rimonte                         | 1565                       | 1627                    |
| Giovanni Alberto Ristori              | 1692                       | 1753                    |
| Christian Ritter                      | 1645                       | 1717                    |
| Johan Helmich Roman                   | 1694                       | 1758)                   |
| Luigi Rossi                           | 1597                       | 1653                    |
| Salamone Rossi                        | 1570                       | ca.1630                 |
| Václav Karel Holan Rovenský           | 1644                       | 1718                    |
| Giovanni Battista Sammartini          | 1701                       | 1775                    |
| Giuseppe Sammartini                   | 1695                       | 1750                    |
| Joan Du Sart                          | 1621                       | 1691                    |
| Alessandro Scarlatti                  | 1660                       | 1725                    |
| Domenico Scarlatti                    | 1685                       | 1757                    |
| Heinrich Scheidemann                  | ca.1595                    | 1663                    |
| Samuel Scheidt                        | 1587                       | 1654                    |
| Johann Hermann Schein                 | 1586                       | 1630                    |
| Johann Heinrich Schmelzer             | 1623                       | 1680                    |
| Heinrich Schütz                       | 1585                       | 1672                    |
| José António Carlos de Seixas         | 1704                       | 1742                    |
| Johann Speth                          | 1664                       | na 1719                 |
| Alessandro Stradella                  | 1639                       | 1682                    |
| Barbara Strozzi                       | 1619                       | na 1663                 |
| Giuseppe Tartini                      | 1692                       | 1770                    |
| Georg Philipp Telemann                | 1681                       | 1767                    |
| Giuseppe Torelli                      | 1658                       | 1709                    |
| Francesco Maria Veracini              | 1690                       | 1768                    |
| Giovanni Battista Vitali              | 1632                       | 1692                    |
| Antonio Vivaldi                       | 1678                       | 1741                    |
| Johann Gottfried Walther              | 1684                       | 1748                    |
| Johann Jakob Walther                  | 1650                       | 1717                    |
| Unico Wilhelm van Wassenaer Obdam     | 1692                       | 1766                    |
| Matthias Weckmann                     | ca.1616                    | 1674                    |
| Sylvius Leopold Weiss                 | 1686                       | 1750                    |
| Friedrich Zachau                      | 1663                       | 1712                    |
| Jan Dismas Zelenka                    | 1679                       | 1745                    |
| Juan García de Zéspedes               | 1619                       | 1678                    |

## Uitvoerende musici van barokmuziek

### Solisten/dirigenten
- Elly Ameling, sopraan
- Raquel Andueza, sopraan
- Brian Asawa, contratenor
- Valer Barna-Sabadus, contratenor
- Cecilia Bartoli, mezzosopraan
- Pascal Bertin, contratenor
- Lisa Beznosiuk, blokfluit
- Anner Bijlsma, cello
- Fabio Biondi, dirigent
- James Bowman, contratenor
- Frans Brüggen, dwarsfluit, blokfluit, piano, dirigent
- Michael Brüssing, bariton
- Max Emanuel Cenčić, contratenor
- Michael Chance, contratenor
- Nicolas Clapton, contratenor
- Stephen Cleobury, dirigent
- Alfred Deller, contratenor
- Paul Dombrecht, dirigent, hobo
- Thurston Dart, klavecimbel, klavechord, dirigent
- Max van Egmond, bas
- Paul Elliott, tenor
- Paul Esswood, contratenor
- Franco Fagioli, contratenor
- Diego Fasolis, dirigent
- Isabelle Faust, viool
- Kathleen Ferrier, alt
- Dorina Frati, mandoline
- Reinhard Goebel, viool, dirigent
- John Eliot Gardiner, klavecimbel, dirigent
- Emmanuelle Haïm, dirigent, klavecimbel
- David Hansen, contratenor
- Nikolaus Harnoncourt, cello, viola da gamba, dirigent
- Philippe Herreweghe, dirigent
- Angela Hewitt, piano
- Aafje Heynis, alt
- Christopher Hogwood, dirigent
- Marilyn Horne, mezzosopraan
- Monica Huggett, viool
- Philippe Jaroussky, contratenor
- Simone Kermes, sopraan
- Emma Kirkby, sopraan
- Ralph Kirkpatrick, klavecimbel, klavechord, piano forte
- Eric Koevoets, orgel
- Robert Kohnen, klavecimbel
- Ton Koopman, orgel, klavecimbel, dirigent
- Sigiswald Kuijken, viool, viola da gamba, dirigent
- Wieland Kuijken, viola da gamba
- Barthold Kuijken, dwarsfluit
- Wanda Landowska, klavecimbel, piano
- Gustav Leonhardt, klavecimbel
- Julia Lezhneva, sopraan
- Hans Martin Linde, dwarsfluit, dirigent
- Franz Josef Maier, viool, dirigent
- Alessandro De Marchi, dirigent
- Andrea Marcon, dirgint, klavecimbel, orgel
- Eduard Melkus, viool, dirigent
- Roberto Michelucci, viool
- Filippo Mineccia, contratenor
- Marc Minkowski, fagot, dirigent
- Karl Münchinger, orgel, dirigent (van koor en orkest)
- Yuriy Mynenko, contratenor
- Vittorio Negri, dirigent
- Ugo Orlandi, mandoline
- Jakub Józef Orliński, contratenor
- Rachel Podger, viool
- Marcel Ponseele, hobo
- Simon Preston, dirigent, orgel
- Simon Standage, viool, dirigent
- František Xaver Thuri, klavecimbel, orgel, hobo, dirigent
- Trevor Pinnock, klavecimbel, dirigent
- Derek Lee Ragin, contratenor
- Karl Richter, orgel, klavecimbel, dirigent
- David Reichenberg, hobo, oboe d'amore
- Helmuth Rilling, dirigent
- Christoph Rousset, dirigent
- Xavier Sabata, contratenor
- Andreas Scholl, contratenor
- Claudio Scimone, dirigent
- Barbara Schlick, sopraan
- Marijke Smit Sibinga, klavecimbel
- Simon Standage, viool
- Tom Sutcliffe, contratenor
- Joan Sutherland, sopraan
- Frank Theuns, dwarsfluit
- David Thomas, bas
- Jos van Veldhoven, dirigent
- Dominique Visse, contratenor
- Jan Willem de Vriend, viool, dirigent
- Helmut Walcha, orgel, klavecimbel
- Franz Walter, cello
- Carolyn Watkinson, alt
- Janny van Wering, klavecimbel
- Vince Yi, contratenor
- Jaap van Zweden, viool, dirigent
- Gary Cooper, muzikant, dirigent

### Ensembles
- Academia Montis Regalis
- Akademie für Alte Musik Berlin
- Amsterdam Baroque Orchestra & Choir
- Bach-Collegium Stuttgart
- Bachkoor Holland
- Cappella Figuralis
- Collegium Musicum 90
- Collegium Vocale Gent
- Combattimento Consort Amsterdam
- Concentus Musicus Wien
- Concerto Köln
- Nederlandse Bachvereniging
- Ensemble Masques
- Ensemble Sonnerie
- Europa Galante
- I Musici
- I Solisti Veneti
- Il Fondamento
- Il Gardellino
- L'orchestre du Louvre
- La Cetra Barockorchester Basel
- La Petite Bande
- Les Arts Florissants
- Les Buffardins
- Les Muffatti
- Les Musiciens du Louvre
- Linde Consort
- London Baroque
- Münchener Bach-Chor
- Münchener Bach-Orchester
- Musica Antiqua Köln
- Orchestra of the Antipodes
- Pandora2
- Pro Cantione Antiqua
- Ricercar Consort
- Scherzi Musicali
- The Academy of Ancient Music
- The Academy of St. Martin in the Fields
- The English Baroque Soloists
- The English Concert